# Mine de Kitsault
 (mars 2025).
La mine de Kitsault est une mine à ciel ouvert de molybdène située en Colombie-Britannique au Canada. Le site a été découvert en 1911. Elle appartient depuis 2008 à Avanti Mining.